# Actes de la Société linnéenne de Bordeaux
Actes de la Société linnéenne de Bordeaux (w publikacjach cytowane jako Act. Soc. linn. Bordeaux) – francuskie czasopismo naukowe wydawane przez Towarzystwo Linneuszowskie w Bordeaux (Actes Soc. linn.Bordeaux). Wychodziło w latach 1832–1964. Jego poprzednikiem było czasopismo Bulletin d'histoire naturelle de la Société Linnéenne de Bordeaux, następcą jest Actes de la Société linnéenne de Bordeaux. Série A.
Czasopismo wychodzi nieregularnie. Publikowane w nim są artykuły o tematce biologicznej. Zostało zdigitalizowane i wszystkie jego numery w formie skanów są dostępne w internecie formacie plików pdf, ocr, jp2, all.  Opracowano 5 istniejących w internecie skorowidzów umożliwiających odszukanie artykułu:
- Title – na podstawie tytułu
- Author – na podstawie nazwiska autora
- Date – według daty
- Collection – według grupy zagadnień
- Contributor – według instytucji współpracujących

Istnieje też skorowidz alfabetyczny obejmujący wszystkie te grupy zagadnień. 